# 송도부기
송도부기(松都簿記)란 한국 고유의 전통 복식부기 시스템이다. 주로 송도상인들이 많이 사용하는 기장방법이었기 때문에 [송도부기]라는 이름이 부여되었을 뿐, 실제로는 관청과 민간 전반에 걸쳐 사용되었다.

## 역사
송도부기의 시원은 아직 밝혀진 바가 없다. 고려 왕조(918년~1392년) 때부터 있었다고도 하나, 아직 그 문서적 증거는 발견된 바가 없다. 현재는 주로 개항(1876년)이후의 송도부기 문서만 발견되고 있다. 하지만 개항하자마자 서양부기를 개량한 송도부기를 사용할 수는 없었던 것이므로, 송도부기의 시원은 개항 훨씬 이전이라는 것은 확실하다. 다만 그 최초의 것이 발견되고 있지 않을 뿐이다.
송도사개치부법(1916, 저자 현병주, 서울 덕흥서림 대표 김동진): 송도부기의 이론적 체계는 1916년 금강어부 현병주가 [실용자수 송도사개치부법]이라는 책자를 저술함으로써 최초로 알려졌다. 이 책은 저자 현병주가 개성상인 2명의 구술을 받고, 또 직접 개성현지를 답사하여 당시에도 송도부기 방식으로 기장을 하던 송도상인들에게 송도 4개가 무엇인가? 물어가며 저술했다는 점에서, 매우 실용적이고 실질적인 책이라고 할 수 있다. (참고: 사개송도치부법 정해, 이원로, 2011, 다산북스)
송도 사개(四介): 송도 사개가 무엇인가에 대하여는 이설이 많다. 하지만 현병주는 그의 저서에서 봉차, 급차, 손해, 이익 4 가지로 규정하였다. 따라서 이것이 송도 사개의 정의이다. 나머지 학설은 모두 사이비이다. 기업회계에서 가장 중요한 것은 채권/채무 그리고 수익/비용 이 4개이기 때문이다.
회계(會計)의 정의: 현병주는 그의 저서에서 [회계는 봉급합산(捧給合算)이다]라고 간단하게 정의한 바가 있다. 봉급합산에서 봉은 봉차(받을돈/채권)의 약어이고, 급은 급차(줄돈/채무)의 약어이다. 따라서 회계는 회사의 채권/채무를 계산하는 업무라고 정의되는 것이다. 그러나 서양회계는 중언부언 요설이 많아 도저히 무슨 뜻인지 파악할 수가 없다.
송도부기의 역사적 가치: 송도부기는 현행 서양부기의 원본이다. 송도부기가 조선 왕조 초기에 인도, 아랍을 거쳐 베네치아로 전래된 것이기 때문이다. 서양부기는 1494년 이탈리아의 베네치아에서 책자형태로 최초로 소개되었고, 이 책은 1431년부터 복식으로 기장한 안드레아 바바리고 일가의 기록법을 소개한 것이라고 한다. 안드레아 일가는 왜 1431년부터 복식으로 기장을 했을까? 이탈리아에는 복식부기로 발전하기까지의 중간단계를 보여 주는 장부 시스템이 존재하지 않는다. 그러다가 어느 날 갑자기 완전한 복식부기 시스템이 출현한다. 처음부터 완전한 시스템을 사용할 수 있는 것은 완제품을 어디선가 수입하였기 때문이다.

## 송도부기의 장부체계
1) 일기장: 일일의 거래를 입거 양변 복식으로 기록하는 장부(서양부기의 Journal과 같다)
2) 장책: 계정별 거래내역을 집계한 책(서양부기의 원장과 같다)
3) 회계책: 계정잔액만을 표시한 문서(서양부기의 시산표와 같다)
```
  회계책에는 봉급손익 4개의 잔액이 모두 표시된다.
  사개중 봉급잔액이 현행회계의 대차대조표 역할을 하므로 별도로 대차대조표를 작성하지는 않았다.
  참고로 베니스 부기에서도 대차대조표는 없이, 시산표로 대차대조표를 갈음하였다.
```

4) 결산장: 손익계산서(베네치아 부기에서는 손익계산서가 없고, 손익원장에서 순이익을 산출하였다)
```
  [참고서적]
   1. 송도사개치부법, 1916, 현병주, 덕흥서림
   2. 사개송도치부법 정해, 2011, 이원로, 다산북스
   3. 1494 베니스회계, 2011, 이원로, 다산북스
```